# まいづる細川幽斎田辺城まつり
まいづる細川幽斎 田辺城まつり（まいづるほそかわゆうさい たなべじょうまつり）とは、京都府舞鶴市がふるさと創生事業を活用して再建した田辺城の城門の完成イベントとして、舞鶴の歴史と文化にスポットをあて、まいづる田辺城まつり実行委員会が主体となり、1992年（平成4年）から始まった祭。

## 概要
細川幽斎が田辺城を中心に戦った田辺城の戦いの歴史を伝える祭として、毎年5月最終日曜日に、舞鶴公園と西地区商店街を中心に開催されている。
祭は、史実を基に5つの柱で構成されている。
1. 第一章「いざ籠城」
2. 「寄進米みこし」
3. 第二章「心種園小芝居　古今伝授」
4. 第三章「御城下大行列」
5. 第四章「戦勝祝い」

- 主催 - まいづる細川幽斎 田辺城まつり実行委員会
- 後援 - 舞鶴市、舞鶴教育委員会、舞鶴商工会議所、舞鶴文化協会、舞鶴商工振興会、舞鶴西自治連合会、舞鶴観光協会
- 開催時期 - 5月最終土日
- 開催場所 - 舞鶴公園一帯

## 沿革
- 1992年（平成4年） - 第1回まいづる田辺城まつりを開催